# Dipteryx oleifera
Amandier
Cette espèce ne doit pas être confondue avec l'Amandier, Prunus amygdalus, qui fournit les amandes que l'on trouve dans le commerce.
Espèce
Statut CITES
Dipteryx oleifera, communément nommé Amandier, est une espèce d'arbres de la famille des Fabaceae, originaire d'Amérique centrale et du Sud.

## Répartition et habitat
Dipteryx oleifera est originaire de la Colombie, du Costa Rica, de l'Équateur, du Honduras, du Nicaragua et du Panama,. Il se rencontre dans les forêts tropicales humides.

## Description

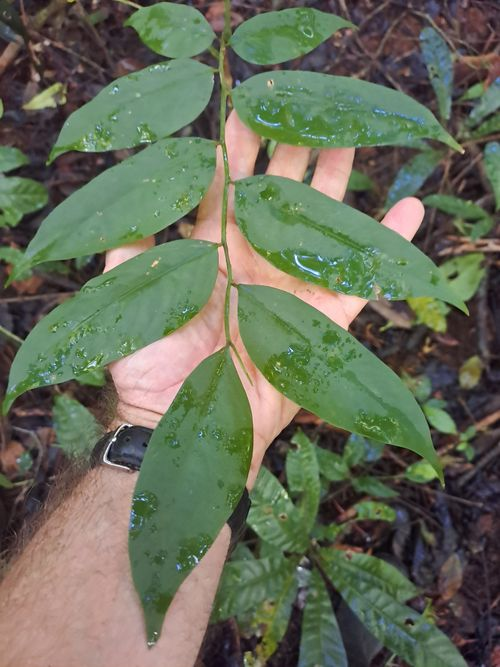
Feuille.

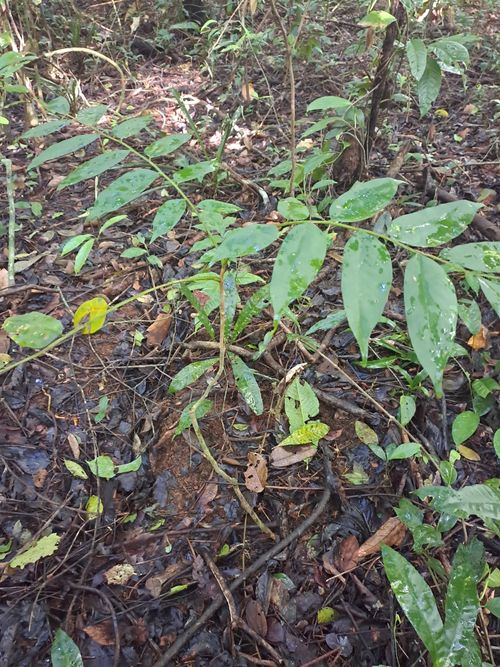
Plantule.

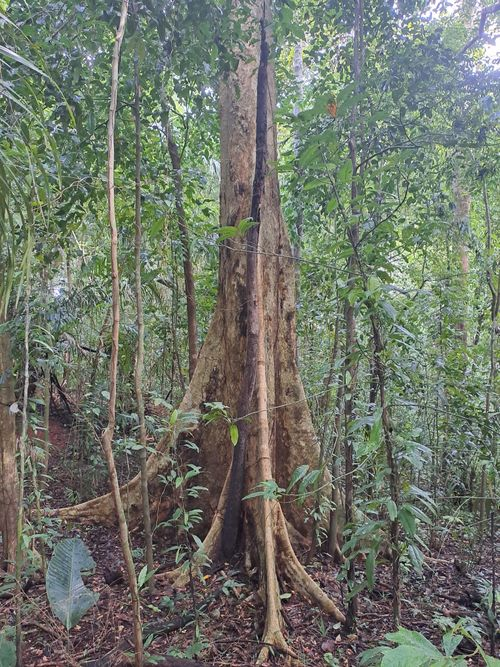
Tronc.

Dipteryx oleifera peut mesurer jusqu'à 55 m de hauteur et le diamètre de son tronc peut atteindre 160 cm. Ses feuilles sont composées de 11 à 13 folioles asymétriques disposées en alternance sur le pétiole.
C'est un arbre à bois dur précieux. Ses graines, qui ont un goût d'amande, sont comestibles et vendues sur les marchés locaux. Ses gousses sont huileuses et les habitants les utilisent comme des torches. Il est parfois décrit comme ayant un « grand potentiel » d'arbre d'ornement en raison de sa floraison rose spectaculaire qui dure des semaines, et est utilisé comme arbre de rue à Medellín, en Colombie.

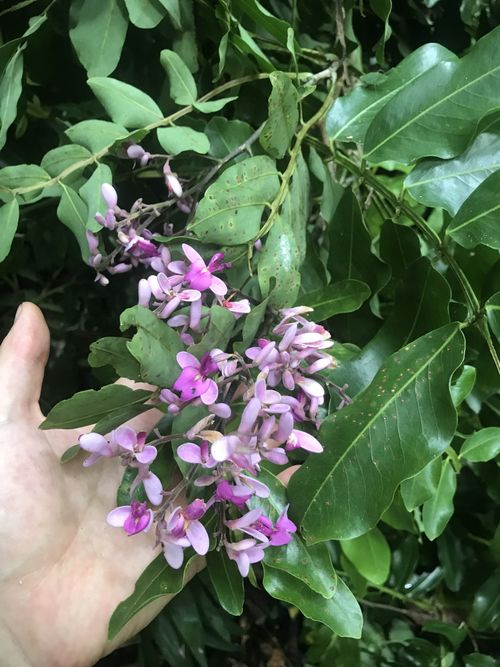
Fleurs.

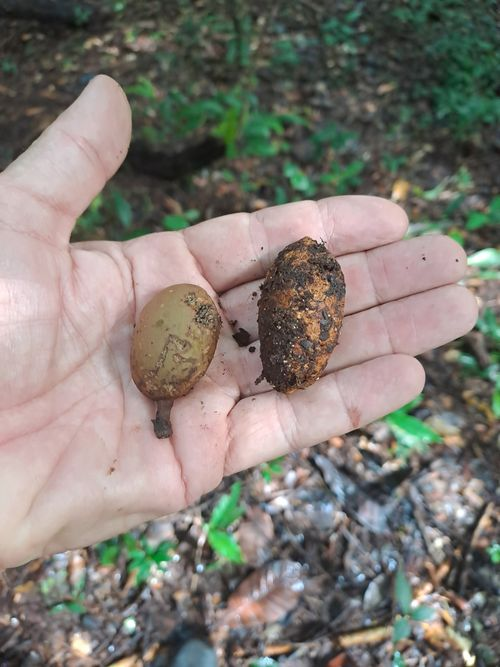
Fruits.

L'arbre produit des fleurs à partir de ses onze ans. Ses fleurs sont roses-violettes. Elles fleurissent vers le mois de juin et persistent quelques semaines. Elles produisent ensuite des fruits verts mesurant jusqu'à 6 cm dont les graines sont un aliment essentiel pour l'Ara de Buffon (Ara ambigua). Des mammifères s'en nourrissent également.

## Résistance à la foudre
Cette espèce a été identifiée comme bénéficiant d’être frappée par la foudre : elle est presque indemne tandis que ses parasites et concurrents proches sont tués,.
Les mécanismes de cette résistance sont encore mal compris. Une hypothèse est que cette espèce présente un tronc à faible résistivité électrique. Cette propriété expliquerait pourquoi, quand un tronc est parcouru par un courant électrique, la chaleur dégagée par effet Joule est moindre ce qui endommage moins ses tissus. Cependant, beaucoup de facteurs anatomiques et physiologiques peuvent expliquer une variation de résistivité des tissus.
La résistance des arbres à la foudre est un phénomène observé et étudié chez peu d'espèces.

## Dénominations
Ce taxon porte en français le nom vernaculaire d'« Amandier ».

## Systématique
Le nom correct complet (avec auteur) de ce taxon est Dipteryx oleifera Benth..
Dipteryx oleifera a pour synonymes :
- Coumarouna oleifera (Benth.) Taub.
- Coumarouna panamensis Pittier
- Cumaruna oleifera (Benth.) Kuntze
- Dipteryx panamensis (Pittier) Record & Mell
- Oleiocarpon panamense (Pittier) Dwyer